# 孟坦
孟 坦（もう たん）は、中国の通俗歴史小説『三国志演義』に登場する架空の人物。
洛陽太守韓福の部将で、関羽の千里行で登場する。韓福に対し、手形を持たない関羽を通さないよう進言し、さらに、自らが囮となって関羽を招き寄せ、そこに矢を射掛ける策を提案した。そして関羽がやってくると、孟坦は応戦して3合もせずに逃走した。しかし罠に誘いこもうとしたところ、追いすがった関羽に一刀両断されてしまう。

## 注
1. ↑  洛陽県は河南尹に属する1県でしかないため、「洛陽太守」という地位は存在しない。郡太守級であれば河南尹、洛陽県の長であれば洛陽県令でなければならない。